# أندرو فلمنج
أندرو فلمنج (بالإنجليزية: Andrew Fleming)‏ هو كاتب سيناريو ومخرج وممثل أمريكي، ولد في 14 مارس 1963 في الولايات المتحدة.

## أعمال

### أفلام
- (2007) نانسي درو
- (2010) ايزي ايه[6][7]
- (2014) آني[8][9]

### مسلسلات
- الفتاة الجديدة

## وصلات خارجية
- أندرو فلمنج على موقع IMDb (الإنجليزية)
- أندرو فلمنج على موقع روتن توميتوز (الإنجليزية)
- أندرو فلمنج على موقع ألو سيني (الفرنسية)
- أندرو فلمنج على موقع أول موفي (الإنجليزية)
- أندرو فلمنج على موقع بوكس أوفيس موجو (الإنجليزية)
- أندرو فلمنج على موقع قاعدة بيانات الأفلام السويدية (السويدية)
- أندرو فلمنج على موقع إن إن دي بي (الإنجليزية)
- أندرو فلمنج على موقع قاعدة بيانات الفيلم (الإنجليزية)
- أندرو فلمنج على موقع كينوبويسك (الروسية)